# UNAVEM II
La II missione di verifica delle Nazioni Unite (UNAVEM II dall'inglese United Nations Angola Verification Mission II) è stata una missione di peacekeeping in sostituzione della missione UNAVEM I durata dal maggio 1991 fino al febbraio 1995, schierata in Angola durante la guerra civile angolana, la più lunga guerra civile del continente.

## Storia
La missione fu stabilita per supervisionare il mantenimento del "cessate-il-fuoco" deciso multilateralmente nel 1990 a seguito degli accordi di Bicesse tra il Movimento di Liberazione Popolare dell'Angola e tra l'Unione Nazionale per la Totale Indipendenza dell'Angola che prevedevano, tra l'altro, l'inizio del processo democratico e lo svolgimento di libere elezioni.
La missione fu decisa con la Risoluzione 969 del Consiglio di sicurezza delle Nazioni Unite il 30 maggio 1991.
Nel marzo 1992 400 osservatori dell'ONU furono mandati in aggiunta al contingente già presente per supervisionare la regolarità delle Elezioni presidenziali e legislative.
La missione consisteva in personale di militare, civile, medico e osservatori militari, arrivando ad un massimo di 1.100 effettivi sotto le elezioni e a un minimo di 300 nell'agosto 1993.
Verso la fine del 1994 fu firmato un accordo di pace più restrittivo chiamato Protocollo Lusaka e il Consiglio di sicurezza delle Nazioni Unite decise l'invio di una nuova missione con compiti più severi chiamata "UNAVEM III".